# Hirtuleiodes gibbosus
Hirtuleiodes gibbosus is een insect uit de orde Phasmatodea en de  familie Phasmatidae. De wetenschappelijke naam van deze soort is voor het eerst voorgesteld als Phibalosoma gibbosa door Lucien Chopard in een publicatie uit 1911.
De soort komt voor in Frans-Guyana.